# Cantó de Saint-Mars-la-Jaille
El cantó de Saint-Mars-la-Jaille (bretó Kanton Rialeg) és una divisió administrativa francesa situat al departament de Loira Atlàntic a la regió de Loira Atlàntic, però que històricament ha format part de Bretanya.

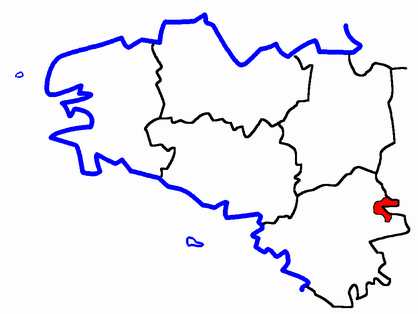
Situació del cantó

## Composició
El cantó aplega 6 comunes: 
| Nom francès              | Nom bretó              | Població | km²    | Codi Postal | Codi INSEE |
| Bonnœuvre                | Banvre                 | 506      | 15,66  | 44540       | 44017      |
| Le Pin                   | Ar Bineg               | 602      | 24,95  | 44540       | 44124      |
| Maumusson                | Malvegon               | 806      | 24,56  | 44540       | 44093      |
| Saint-Mars-la-Jaille     | Sant-Marzh-an-Olivenn  | 2.192    | 20,06  | 44540       | 44180      |
| Saint-Sulpice-des-Landes | Sant-Suleg-al-Lanneier | 608      | 30,78  | 44540       | 44191      |
| Vritz                    | Gwerid                 | 803      | 32,89  | 44540       | 44219      |
| Cantó                    | Sant-Marzh-an-Olivenn  | 5.517    | 148,90 | -           | 4438       |

## Història
| Data d'elecció                           | Identitat         | Partit        | Qualitat |
| ---------------------------------------- | ----------------- | ------------- | -------- |
| 1994-2008                                | Yvette Coquereau  | Divers droite |          |
| 2008-                                    | Jean-Yves Ploteau | Divers gauche |          |
| les dades anteriors no són pas conegudes |                   |               |          |
|                                          |                   |               |          |